# Esaĝila
Esaĝila (auch Esangila, Esaĝil, šešgallu) hieß ein Tempel in Babylon zu Ehren von Marduk, der höchsten Gottheit der Babylonier. Marduk wurde später, wohl aufgrund der Machtstellung Babylons, in ganz Mesopotamien verehrt. Esaĝila ist sumerisch und bedeutet Haus „Erhobenes Haupt“.

## Lage des Tempels
Im Glauben der Babylonier war der Esaĝil-Schrein das Zentrum ihrer Welt. Das zeigt sich auch dadurch, dass Esaĝila in der Mitte der Stadtanlage Babylons errichtet wurde. Die Tempelanlage Esaĝila betrat man zuerst durch einen ungefähr 40 mal 70 Meter großen Hof. Anschließend musste man noch einen zweiten Hof (40 mal 25 Meter) durchqueren, bevor man vor dem Esaĝil-Schrein stand. Der Schrein bestand aus zwei geweihten Kammern, der Vorkammer und dem „Allerheiligsten“, in dem die Statuen von Marduk und seiner Gemahlin Ṣarpanitu standen.
Nördlich des Tempels Esaĝila grenzte die Zikkurat Etemenanki (sumerisch: Haus „Fundament von Himmel und Erde“) an. Auf dem Etemenanki war ein Tempel errichtet. Das Etemenanki wird gewöhnlich als der Turm zu Babel gedeutet.

## Kulthandlungen im Tempel
Im Tempel Esaĝila wurde zu Frühjahrsbeginn der Anfang des kultischen Jahres zu Ehren von Marduk gefeiert. Das Akitu-Fest dauerte 12 Tage. Mit den Zeremonien wurde unter anderem am vierten Tag durch die Aufführung des Epos Enûma elîš daran erinnert, wie Marduk das Universum, Esaĝila und Babylon geschaffen hatte. Die anderen Tage waren ausgefüllt mit rituellen Reinigungen, Opferungen, Weissagungen, Buß- und Versöhnungszeremonien zwischen Marduk und dem König, vor allem aber mit Prozessionen.

## Zerstörungen und Wiederaufbau
Tukulti-Ninurta I. zerstörte die Mauern von Babylon und plünderte die Tempel von Esaĝila, die Marduk-Statue wurde nach Assyrien gebracht.
689 v. Chr.: Laut den Annalen des assyrischen Königs Sanherib (Sennacherib) soll dieser die Tempelanlagen Esaĝila und das Etemenanki bei der Plünderung Babylons zerstört haben.
Sein Nachfolger Assurhaddon ließ Esaĝila wieder aufbauen, wie zahlreiche Bauinschriften belegen.
484 v. Chr.: Der persische König Xerxes I. ließ laut Herodot Statuen aus Esaĝila entfernen, als die Stadt geplündert wurde. Es ist nicht sicher, welche Statuen hier gemeint sind. Der Marduk-Kult in Esaĝila ging jedoch weiter. So ist anzunehmen, dass es nicht die Statue von Marduk war.
331 v. Chr.: Alexander der Große marschierte in Babylon ein und nahm an Zeremonien für den Gott Marduk teil. Bevor er weiter zog, ordnete er den Wiederaufbau von Esaĝila und von Etemenanki an. Im ersten Jahrhundert nach Christus war der Tempel von Esaĝila noch in Funktion, wie zeitgenössische Texte belegen.
Amélie Kuhrt und Susan Sherwin-White lehnen die These ab, die Daiva-Inschrift könne sich auf die Zerstörung eines Teils des Esaĝila-Tempels in Babylon oder der dortigen Marduk-Staute beziehen. Damit fiel eine der beliebtesten Deutungsoptionen weg, und es konnte in der Folgezeit damit der Weg für die weiterführende These geebnet werden, dass die Daiva-Inschrift sich nicht auf ein konkretes historisches Ereignis bezieht, sondern eine literarische Fiktion darstellt, die dem Legitimationsausweis des Großkönigs diente.

## Tempelland-Enteignungen
Es kam bei Reformen immer wieder zu Enteignungen der Tempelländereien, um die wirtschaftliche Macht der Priesterschaften zu beschneiden. Ohne die Einkünfte konnte kein großer Einfluss auf die entscheidenden amtlichen Zuständigkeiten genommen werden. Zudem waren die abhängigen Arbeiter an die Tempel gebunden, die aus Sorge um die Versorgung der Familien zusätzliche Wirtschaftsfaktoren darstellten.

### Enteignungen unter Nabonid
Der neubabylonische König Nabonid setzte die begonnene vorsichtige Enteignung unter Nebukadnezar II. entscheidend um. Unter seiner Herrschaft verloren die Tempel Marduks ihre üppigen Einnahmen. Viele Tempelbedienstete verloren ihre Stellungen.

#### Neue Verteilungsmechanismen
Nabonid verpachtete die Tempelländereien an die wirtschaftlich starken Familien des Landes. Die vorher niedrigeren Abgaben der Tempel wurden durch ein zweistufiges Pachtsystem ersetzt. Der Babylonierkönig erhielt durch das in seine Zuständigkeit übergegangene Tempelland und die festgelegte Mindestabgabe eine sicher kalkulierbare Einnahme, die nicht an die Ernteerträge gekoppelt war. Zusätzlich wurde durch Beteiligung an den Verkäufserlösen der Ländereiprodukte eine aufgesattelte Steuer erhoben.

##### Gartenlandabgaben
Die Pächter hatten pro Hektar Gartenland als Grundabgabe 28 Kor (1 Kor = 180 Liter) Datteln an den König und 4 Kor Datteln an die Gärtner zu leisten. Nach der anschließenden Ernte entfiel von 12 Kor Datteln ein Kor Steuerabgabe an die Distriktaufseher, Schreiber, Vermesser und Speicherbediensteten. Hiervon wurden etwa 23 % für die Verpflegung abgezogen. Es verblieben damit etwa 77 % als direkte Steuerabgabe, was einem effektiven Steuersatz von etwa 6,33 % als Ernteabgabe entspricht. Der Tempel Esagila wurde an Gartenlanderträgen nicht beteiligt.

##### Ackerlandabgaben
Die übliche Berechnungseinheit für Ackerland wurde 1 Pflug genannt und entsprach etwa 33 Hektar, das mit jeweils mindestens 4 Eisenpflügen, 2 Kühen und 4 Pflügern vom Pächter bewirtschaftet wurde. Als Grundabgabe mussten 300 Kor Gerste ohne Abzüge an den König gezahlt werden. Die Steuer wurde in mehrere Abschnitte unterteilt: 20 % des Ernteertrages für Transportkosten und Löhne der Distriktaufseher, Schreiber, Vermesser sowie der Speicherbediensteten. 8,33 % Steuer an den Esagila-Tempel, der wiederum davon 23 % an die Bediensteten des Königs abzuführen hatte. Es ergaben sich dadurch die effektiven Erntesteuersätze von etwa 26,33 % für Personalkosten des Königs und 6 % als Tempelabgabe. Insgesamt hatten die Pächter mit 32,33 % etwa ein Drittel als Ernte-Steuerzahlung zu leisten.